# Bergischer HC
Bergischer Handball-Club 06 (förkortat Bergischer HC) är en handbollsklubb från städerna Wuppertal och Solingen i det bergiga området Bergisches Land, i den tyska delstaten Nordrhein-Westfalen. Klubben bildad 2006 genom att LTV Wuppertal och SG Solingen gick samman. Herrlaget debuterade i högsta ligan, Bundesliga, säsongen 2011/2012.

## Spelartrupp 2022/23
| Nr | Land     | Pos | Namn                 |
| -- | -------- | --- | -------------------- |
| 1  | Tyskland | MV  | Christopher Rudeck   |
| 12 | Sverige  | MV  | Peter Johannesson    |
| 16 | Tyskland | MV  | Louis Oberosler      |
| 2  | Tyskland | V6  | Noah Beyer           |
| 3  | Sverige  | H6  | Isak Persson         |
| 7  | Norge    | H9  | Simen Schønningsen   |
| 8  | Tyskland | V6  | Tim Nothdurft        |
| 9  | Tyskland | V9  | Alexander Weck       |
| 10 | Tyskland | M6  | Jonas Leppich        |
| 11 | Island   | H6  | Arnór Þór Gunnarsson |

| Nr | Land      | Pos | Namn                |
| -- | --------- | --- | ------------------- |
| 14 | Danmark   | M6  | Frederik Ladefoged  |
| 19 | Tjeckien  | M9  | Tomáš Babák         |
| 20 | Slovenien | M9  | Csaba Szücs         |
| 22 | Tyskland  | V9  | Fabian Gutbrod      |
| 23 | Tyskland  | V6  | Tobias Schmitz      |
| 24 | Sverige   | V9  | Linus Arnesson      |
| 30 | Norge     | M6  | Tom Kåre Nikolaisen |
| 33 | Tyskland  | H9  | Djibril M’Bengue    |
| 39 | Tyskland  | V9  | Lukas Stutzke       |

## Spelare i urval
- Linus Arnesson (2017–)
- Emil Berggren (2012–2014)
- Max Darj (2017–2022)
- Dmitrij Filippov (LTV Wuppertal, 1996–2001)
- Björgvin Páll Gústavsson (2013–2017)
- Florian Kehrmann (SG Solingen, 1995–1999)
- Hendrik Pekeler (2010–2012)
- Patrick Wiencek (2007–2008)
- Dagur Sigurðsson (LTV Wuppertal, 1996–2000)
- Ólafur Stefánsson (LTV Wuppertal, 1996–1998)
- Viktor Szilágyi (2012–2017)
- Dmitrij Torgovanov (SG Solingen, 1999–2001)